# Irmengard von Auvergne
Irmengard von Auvergne (auch Humberga oder Philippa von Auvergne) war im späten 10. Jahrhundert eine Gräfin von Auvergne.
Von ihrem Leben ist nur wenig bekannt. Sie war eine Tochter von Adelheid von Anjou aus Aquitanien und eines ihrer drei Gatten (in Frage kommen Graf Stefan von Gévaudan, Raimund V. von Toulouse und Wilhelm I. von Provence).
Sie war verheiratet mit Graf Robert I. von Auvergne (um 970–um 1032). Das Paar hatte zwei Kinder: Wilhelm V. von Auvergne und Irmingard.